# 참파
참파 왕국( - 王國, 짬어: ꨌꩌꨛꨩ, 산스크리트어: चम्पा, 베트남어: Chiêm Thành, 쯔놈:占城, 영어: Kingdom of Champa)은 베트남 중부 지방에 위치해 있던 말레이계의 참족이 세운 왕국이다. 이들 과거 참족은 오늘날 베트남 중부 남단에 거주하는 참족의 직접적인 조상이 된다.
당나라에서는 임읍(林邑)이라고 불렀고, 일시적으로 환왕국(環王國)이라고 자칭하였다. 송나라 때에는 점성(占城)이라고 불렀다. 참파의 이름은 인도식 왕의 이름과 함께 이 나라가 일관해서 부르고 있는 것이다. 참파 왕국은 인도 문화의 가장 동쪽 전초지였다. 그들은 자주 프놈과 동맹을 맺기도 하면서, 중국과 끊임없이 싸움을 벌였다. 4세기에 참파는 중국의 한 군(郡)인 일남(日南)을 합병하기도 했으나, 이 승리는 순식간에 뒤바뀌고 말았다. 5세기에 중국이란 대국을 상대하는 전쟁에서 참파는 독립을 포기하지 않으면 안 되었기 때문이다.
그리하여 삼부바르만 왕은 공식적으로 중국의 주권을 인정하고, 중국에 조공을 바칠 결심을 굳히게 되었다. 이리하여 비교적 평화스런 시대가 시작됨으로써, 경제적 활동이나 문화적·종교적 사업을 촉진시킬 여유를 갖게 되었다. 7세기 경까지는 유력한 국가로서 중국령인 동경(東京) 지방에도 압력을 가했었으나 8세기 경부터는 베트남과 당나라의 압박을 받았고, 거기에 해상왕국 스리비자야의 대두로 해상 활동이 억제되어 중개무역도 쇠퇴했다. 13세기에 원(元)나라 원정군을 격퇴시켰으나 15세기에 계속해서 베트남의 공격을 받아 19세기에 멸망했다.

## 역사

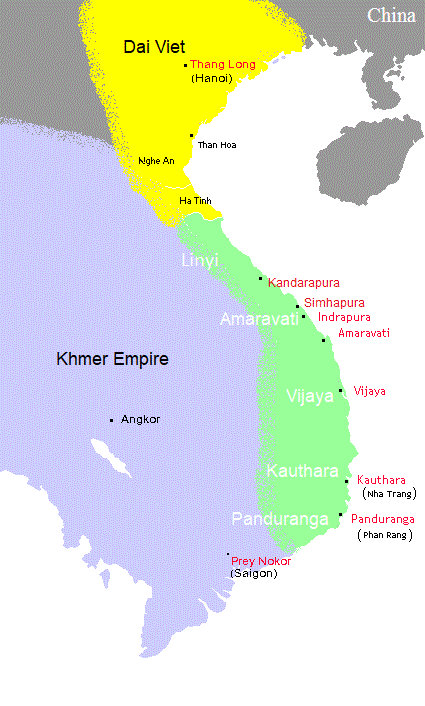
1100년경 참파의 영역. 연녹색이 참파, 노란색은 대월, 연파랑은 크메르 제국이다.

고고학자들의 의견에 따르면, 기원 전의 수세기 전에 베트남 중부 북단에서는 청동기로 대표되는 동선 문화가 돋보였지만, 중부 연해·중부 남단에서는 철기 중심의 사후인 문화가 확산되고 있었다. 사후인 문화의 유적에서 발견되는 유물에는 라오스·필리핀이나 태국 서부에서 발견되는 유적과 공통점이 많아서 말레이계 해양민족인 옛 짬족의 건축 흔적이 아닐까 추측된다.
참파 왕국의 역사는 중국 사료·참파 비문·참파 사서에 기록이 남아 있다. 참파 비문에는 옛 참파어를 인도계 문자로 기록한 것과 산스크리트어로 기록한 것이 있다.  옛 참파어는 오스트로네시아어족의 하나로, 현재의 아체어와 유사한 언어이다. 캄보디아 시엠리아프 앙코르 유적인 바이욘의 부조에 참파와 관련 내용이 포함되어 있다.
베트남 중부 지역은 중국 동한 시기에는 교주(交州)에 속하였다. 중국 사료에 따르면 서기 192년 한나라 최남단, 일남군 상림현 ─북중부, 현재의 후에 부근)에서 공조로 있던 몽크메르의 일족인 쿠리엔(Khu Liên)이라는 관리가 짬족 수천명을 거느리고 상림현을 공격하고 현령을 죽이는 반란을 일으켜 일남군 일대를 점령하여 스스로 임읍왕(林邑王)이라 부르고, 그 땅을 임읍(Lâm Ấp)이라고 칭함으로써, 임읍을 세웠다. 임읍은 중국 남조에 조공을 바쳤고, 초창기에는 중국 문화의 영향을 많이 받았다. 수(隋)나라의 양제는 605년(대업(大業) 원년)에 참파를 정벌하기 위한 군사를 일으켰다. 수는 육군과 해군의 공동 작전으로 참파의 수도를 점령하고 조공국으로 삼았다. 참파는 앵무새를 당 태종에게 바쳤다(626년 그의 재위시부터 631년 사이)는 기록도 있다. 당나라 때의 문헌에 의하면, 이 시기에 ‘占波’(점파), ‘瞻波’(첨파)와 같은 이름으로도 불린 적이 있다. 당나라 중기에, 그 나라 이름을 환왕(環王)이라고 고쳤다. 9세기 이후에 이르러, 이 나라는 점성(占城)이라는 이름을 사용하기 시작하고, 현재의 중국과 베트남의 사료 중에 출현한다.  점성(占城)은 산스크리트어 참파푸라(占婆補羅, Campapura)와 참파나가라(占婆那喝羅, Campanagara)의 약칭인데, 그 중 "pura", "nagara"는 산스크리트어로 읍(邑), 성(城)이란 뜻이다.  점성은 본래, 이 나라의 국왕이 거주하는 곳을 지칭하는 것이었다. 참파는 곧 지금의 베트남 남부·캄보디아에 걸쳐 존재한 교역국 부남의 영향을 받아 힌두 문명을 받아들였고, 중계무역으로 번성하였다. 인도인의 내왕이 많아 카스트 제도를 비롯하여, 인도의 여러 제도가 채용되었다. 오늘날 남아 있는 힌두교·불교의 유적이 참파의 인도화의 일면을 전해주고 있다. 이 당시에 중국을 경유하여 일본으로 건너간 임읍의 승려 붓테츠가 전래한 참파의 무용, 임파락은 지금도 아악의 일종으로 전승되고 있다.
베트남 남부·캄보디아에서 부남이 쇠약해져 진랍(Chên Lặp, 앙코르 왕조)이 발흥한 7세기 초, 임읍에서도 정변이 일어나 참파가 나타났다. 점성(Chiêm Thành)이란 명칭은 산스크리트어 참파나가라의 축약된 음역이다. 미선(Mỹ Sơn) 성역에 현존하는 비문에 의하면 진랍과 점성 두 왕가는 모두 《마하바라타》에서 묘사된 쿠루크셰트라 전쟁에서 패배한 쿠루 왕국의 장수인 아슈와타마의 자손이다.

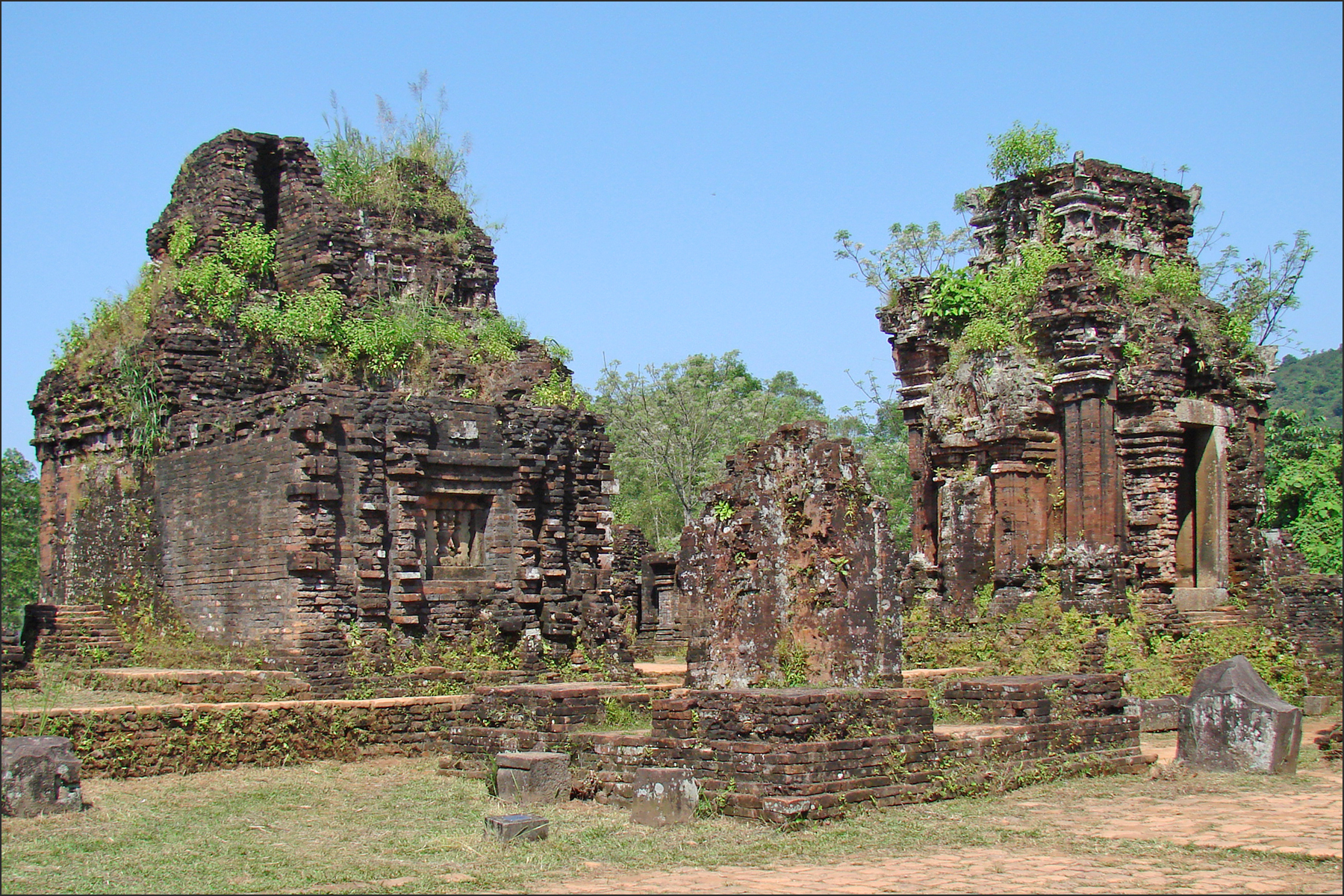
미선 유적지

11세기초 참파는 아마라바티(阿摩羅波胝)(현재의 꽝남성, 다낭, 꽝빈성, 꽝찌성, 후에, 이후 대월에 합병), 비자야(현재의 꽝응아이성, 빈딘성) 카우타라(古笪羅)(현재의 푸옌성, 카인호아성), 판두랑가(宾童龍) (현재의 닌투언성, 빈투언성)의 4개의 지역으로 구성되어 있었다.

## 같이 보기
- 진랍
- 남만

## 참고 문헌
- 구양수 등(1060), 《신당서》 《列傳第百四十七下》
- 김부식(1145), 《삼국사기》, 〈권04 진평왕 53년 條〉 (국사편찬위원회 > 한국사데이터베이스 > 삼국유사)
- 글로벌 세계 대백과사전/세계사

/인류 문화의 시작/그리스도교의 성립/동남아시아인의 건국
/중세 유럽과 아시아/프랑크 왕국과 사라센 제국/7 ~ 8세기의 동남아시아
/중세 유럽과 아시아/프랑크 왕국과 사라센 제국/수의 통일
- 글로벌 세계 대백과사전/세계음악/아시아음악/베트남음악